# 袁女皇
袁女皇（？—？），陈郡阳夏人，袁冲的女儿，袁耽的妹妹，袁女正的姐姐。
袁女皇嫁给了殷浩，袁女正给了谢尚，袁耽对桓温说：“真恨不得还有一个妹妹嫁给你！”